# Карри (блюдо)
Ка́рри — название разнообразных блюд, распространённых на Индийском субконтиненте, при приготовлении которых используется смесь пряностей карри. Обычно блюдо карри готовят как соус или гарнир, подаваемый к основному блюду (например к рису), или как самостоятельное блюдо.
Множество блюд с весьма разнообразным составом на Западе называют «карри», хотя в местных кухнях они носят разные имена в зависимости от конкретных ингредиентов, приправ и методов приготовления. Смесь «карри», сочетающая несколько приправ и распространяемая на Западе, впервые попала в Великобританию в XVIII веке, когда британские подданные привезли с Индийского субконтинента смесь, похожую на гарам масала.
Вне Индийского субконтинента словом «карри» также называют различные местные блюда островов Юго-Восточной Азии, Индокитая и Океании, в которые добавляют кокосовое молоко или пасту из пряностей и которые едят с рисом (например, филиппинский гинатан и тайские блюда-кэнг). В такие блюда может добавляться рыба, мясо, моллюски и ракообразные, вместе с овощами или сами по себе, либо только овощи. Сухие карри готовят в небольшом количестве жидкости, которая в процессе готовки испаряется, оставляя на продуктах слой соуса, а карри-соусы содержат значительное количество жидкости: бульона, кокосового или животного молока, сливок, йогурта, либо овощного пюре, например, томатного.

## Этимология
Слово «карри» происходит от слова там. கறி, IAST: kaṟi, которое означает «соус» или «приправа к рису», в которую добавляются листья «дерева карри» (Murraya koenigii). В малаяламе, каннада и кодагу, других дравидийских языках, слово kaṟi также используется в похожем значении. В португальской кулинарной книге, составленной участниками Британской Ост-Индской кампании в середине XVII века, также описывается «смесь приправ» kari.

## История

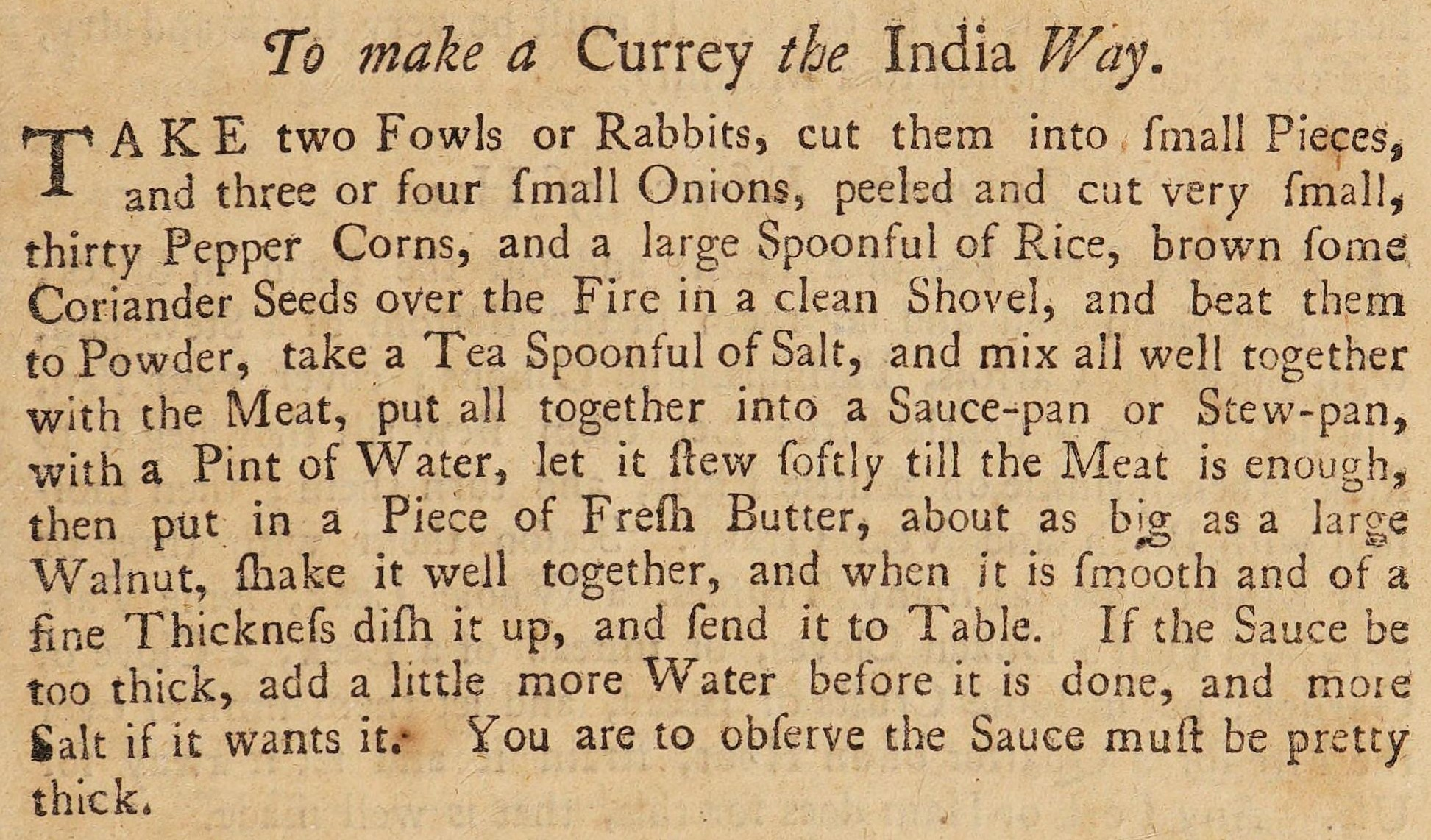
Рецепт карри Ханны Гласс 1747 года

Археологические находки из Мохенджо-Даро, датируемые 2600 годами до н. э., позволяют считать, что обитатели этих мест давили семена горчицы, фенхеля, зиры и куркумы пестами и затем использовали при приготовлении пищи. Карри появились там примерно за 4000 лет до европейцев. Основными ингредиентами в карри были имбирь, чеснок и куркума; проанализировав крахмальные зёрна, археологи из Университета штата Вашингтон в Ванкувере обнаружили признаки употребления этих приправ в человеческих костях и на утвари. Также остатки куркумы и имбиря присутствовали на зубах и горшках для еды.
Основание португальской торговой миссии на Гоа в 1510 году привело к тому, что в Индию попали красный перец, помидоры и картофель, привезённые из Америки.
Хотя на Индийском субконтиненте ни одно блюдо не называется «карри», британцы собрали под этим названием все блюда, содержащие соусы. В английскую кухню карри попали в XVII столетии из англо-индийской; острые соусы стали подавать к варёному и жареному мясу. В издании кулинарной книги Ханны Гласс The Art of Cookery 1758 года содержится рецепт «индийского карри» (англ. To make a Currey the India Way). Карри начали подавать в британских кафе в 1809 году, затем их популярность постепенно росла, а в 1940-х и 1970-х она резко увеличивалась. В 1845 году вышла кулинарная книга Элизы Актон, в которой вместе с рецептом блюда карри был опубликован состав пряной смеси карри. В XIX столетии карри появился на островах Карибского залива вместе с привезёнными туда на сахарные плантации индийскими работниками; также британцы завезли его в Японию, где появилась собственная разновидность карри, настолько популярная, что Япония является вторым в мире потребителем куркумы после Индии. С середины XX века карри распространились далеко от их мест появления, и вошли в международную фьюжн-кухню.